# Fritz Freisler
Fritz Freisler (* 21. Jänner 1881 in Trübau, Böhmen, Österreich-Ungarn; † 2. Juli 1955 in Wien, Österreich) war ein österreichischer Schauspieler, Filmregisseur und Drehbuchautor. Als Regisseur war er ein wesentlicher Vertreter des österreichischen vorexpressionistischen Films.

## Leben
Er besuchte in Prag die Handelsakademie und ging danach, zur Jahrhundertwende, nach Wien, um sich bei Burgschauspieler Albert Heine künstlerisch ausbilden zu lassen. Als Schauspieler debütierte er im Alter von 22 Jahren am Münchner Volkstheater, wo er bis 1907 blieb. Danach wechselte er für eine Spielzeit nach Görlitz, ehe er sich 1908 nach Bielefeld verpflichten ließ. Dort gab Freisler auch sein Regiedebüt. Nach einer Zwischenstation in Mannheim ging er 1910 nach Berlin ans Neue Volkstheater. Dort blieb er für mehrere Jahre und lernte auch den deutschen Filmpionier Oskar Messter kennen, der ihn für den Film begeisterte.
Seine ersten Filme inszenierte er zu Beginn des Ersten Weltkriegs. Es waren, der Zeit entsprechend, Propagandafilme wie Ein Wiedersehen in Feindesland, Der Nörgler und der Sascha-Film Wien im Krieg. Bald wechselte er jedoch zur Inszenierung von Melodramen, mit denen er größere Erfolge – mehrmals mit Fritz Kortner als Hauptdarsteller – feiern konnte. Er zählte mit Carl Mayer und Hans Janowitz zu den Vertretern des vorexpressionistischen Films – dem österreichischen Vorläufer des Deutschen Filmexpressionismus. Diesbezüglich inszenierte er unter anderem die Großproduktion Der Mandarin mit Harry Walden und Carl Götz als Hauptdarsteller sowie Das andere Ich mit Fritz Kortner und Magda Sonja, Der Brief einer Toten und Das Nachtlager von Mischli-Mischloch.
1923 inszenierte er zwei Filme mit der Schauspielerin und Tänzerin Anita Berber: Irrlichter der Tiefe und Tänze des Grauens und Lasters – letzterer eine Dokumentation ihres ausgelassenen Lebensstils, der 1930 letztendlich zu ihrem frühen Tod führte.
Er wirkte hauptsächlich in Wien, immer wieder jedoch auch in Berlin. Dort inszenierte er unter anderem mit Der König der Mittelstürmer (1927) einen der ersten „Fußballfilme“. Mit Beginn der Tonfilmära um 1930 beendete Freisler seine Karriere, da er sich nicht behaupten konnte. Der letzte Film, an dem er mitwirkte, war Petersburger Nächte. Walzer an der Newa der 1934 gedreht wurde. Es ist jedoch nicht gewiss, ob er nur am Drehbuch mitarbeitete, oder den Film auch (mit)inszenierte.

## Filmografie
- 1914: Ein Wiedersehen in Feindesland
- 1915: Fürst Seppl
- 1916: Der Nörgler
- 1916: Wien im Krieg
- 1917: Der Brief einer Toten
- 1917: Der Mann ohne Kopf
- 1917: Licht und Finsternis
- 1918: Das Nachtlager von Mischli-Mischloch
- 1918: Das andere Ich
- 1918: Der Mandarin
- 1918: Eine verunglückte Kinoaufnahme
- 1918: Don Juans letztes Abenteuer
- 1918: Er amüsiert sich
- 1918: Wer zuletzt lacht
- 1919: Der Umweg zur Ehe
- 1919: In letzter Stunde
- 1920: Der Henker von Sankt Marien
- 1920: Jagd nach dem Glück
- 1922: Das neunte Gebot; Kain und Abel
- 1923: Tänze des Lasters, des Grauens und der Ekstase
- 1923: Irrlichter der Tiefe
- 1925: Liebesgeschichten
- 1926: Hoheit tanzt Walzer
- 1926: Die Brandstifter Europas
- 1927: Das Spielzeug einer schönen Frau
- 1927: Der König der Mittelstürmer
- 1927: Die drei Niemandskinder
- 1928: Dorine und der Zufall
- 1934: Petersburger Nächte. Walzer an der Newa